# 李翔 (寧願衛)
李翔（？—？），字鳳儀，湖廣寧遠衛人，軍籍，明朝政治人物。

## 生平
湖廣鄉試第二十二名舉人。弘治九年（1496年）中式丙辰科三甲第八十六名進士。

## 家族
曾祖李永馨；祖父李隆；父李溥，貢士。母方氏。